# Oosfera
Oosfera – nieruchoma gameta żeńska powstająca w lęgni niektórych gatunków grzybów oraz glonów. Po zapłodnieniu tworzy oosporę. Oosfery występują u organizmów o wyższym stopniu rozwoju płciowości, u których występuje oogamia.
U lęgniowców (Oomycota) oosfera powstaje w ten sposób, że najpierw w diploidalnych lęgniach następuje mejoza, po której wewnętrzna zawartość lęgni przekształca się w jedno lub kilka jednojądrowych, haploidalnych gamet. Są to oosfery. Nie mają ściany komórkowej, otoczone są tylko warstewką sterylnej zewnętrznej protoplazmy zwanej peryplazmą. Po zapłodnieniu przez jądro komórkowe pochodzące z plemni, powstała zygota z otaczającej ją peryplazmy wytwarza ścianę komórkową, przekształcając się w oocystę.